# Costcenter
Ein Costcenter (englisch cost center; deutsch „Kostenzentrum“) ist der Anglizismus für eine eigenständige Unternehmenseinheit (englisch business unit) in Unternehmen, die mit einem Budget ausgestattet ist und deren Kosten ihr eindeutig zugeordnet werden können.

## Allgemeines
Die Abgrenzung zwischen Costcenter, Kostenstelle und Profitcenter fällt nicht immer leicht. Ein Costcenter kann jedenfalls eine oder mehrere Kostenstellen umfassen. Eine Kostenstelle muss nicht auch Umsatzerlöse oder Erträge erzielen, das Profitcenter dagegen immer. Letzteres hat Zugang zum Markt und generiert deshalb auch Umsatzerlöse. Costcenter werden oft mit den Kostenstellen gleichgestellt.
Im Rahmen des Center-Konzepts hat das Costcenter eine eigenständige Bedeutung. Hier gibt es Costcenter für die Gemeinkosten-Bereiche (wie Buchhaltung, Controlling, Einkauf, interne Revision, Stabsstellen) neben Servicecentern für die unternehmensinternen Vorleister (wie Facilitymanagement, Forschung und Entwicklung) und neben den Profitcentern für Unternehmenseinheiten mit externen Erlösen (Produktionsbereiche). Diese Center werden über eine Zusammenfassung von Kostenstellen und Kostenträgern (Produkte oder Dienstleistungen) in den jeweiligen Unternehmenseinheiten erfasst.

## Center-Konzept
Das Center-Konzept umfasst neben dem Costcenter auch das Servicecenter und das Profitcenter. Die Personalabteilung kann beispielsweise nach dem Center-Konzept in die drei Segmente Costcenter, Servicecenter und Profitcenter aufgeteilt werden. Lässt sich die Leistung der Personalabteilung am Markt nicht absetzen, wird hieraus ein Costcenter geformt. Ist die Leistung marktfähig, soll aber auf dem externen Markt nicht angeboten werden, gehört dieser Teil zum Servicecenter. Wird die Leistung auf dem externen Markt dagegen angeboten, gehört dieser Bereich zum Profitcenter.
Während das Cost- und Servicecenter bei kleinen und mittleren Unternehmen angewandt werden kann, eignet sich das Profitcenter eher nur für Großunternehmen.

## Betriebliche Funktionen als Costcenter
Zu den typischen Costcentern gehören unter anderem Forschung und Entwicklung, Logistik, Marketing oder Vertrieb. In der Praxis sind Costcenter häufig interne Dienstleister (etwa Stabsstellen), die ihre Leistungen im Rahmen der innerbetrieblichen Leistungsverrechnung auf die auftraggebenden Kostenstellen verteilen. Es ist auch möglich, ganze Unternehmenseinheiten wie Produktionsstandorte (Werksniederlassungen) als Costcenter zu führen.

## Wirtschaftliche Aspekte
Costcenter tragen Verantwortung für die Gesamtkosten, Profitcenter besitzen Ergebnisverantwortung. Costcenter müssen wegen ihrer Kostenverantwortung die relevanten Kostentreiber beeinflussen können. Da Profitcenter den Umsatzerlös/Ertrag und zugleich die Kosten verantworten müssen, kann bei ihnen das Kostenbewusstsein schwächer ausgeprägt sein als bei Costcentern, weil Wirtschaftlichkeit auch noch mit überhöhten Kosten bei entsprechendem Umsatz gegeben sein kann.